# Vizenyős terület
A vizenyős terület (a modern limnológiai szakirodalomban egyre gyakrabban: wetland) átmenetet (ökoton) képez a valódi szárazföldi és vízi élőhelyek között. A wetlandek lehetnek állandóan – mint a tőzeges mocsarak – vagy csak időszakosan nedvesek, mint a legtöbb olyan mocsaras hely, mely nálunk nyár közepére-végére kiszárad. Átmenti területek, melyeken a vegetációfejlődés az adott helyen jellemző szukcessziós sorozat valamely szakaszában van. A szukcessziós fejlődés lehet szinte követhetetlenül lassú (tőzeglápok), de lehet olyan gyors is, hogy a wetland a szerves anyagok gyors felhalmozódása miatt szinte éveken vagy évtizedeken belül terresztris társulássá alakul.

## Meghatározás
A wetlandek oly különbözőek, hogy nem könnyű egységesen definiálni őket; az egyes meghatározásokat nagymértékben befolyásolja a definícióba bevonni szándékozott projektek vagy célobjektumok jellege.

### Első definíció
A ramsari egyezmény definíciója pl. azért tűzi ki a bűvös 6 m-es határt, mert azokat a területeket is wetlandnek szándékozik tekinteni, melyek a vízimadarak (elsősorban is a vándorló vízimadarak) megtelepedésére alkalmasak, és ezek közül a búvármadarak nemigen merülnek 6 m-nél mélyebbre.

### Második és további definíciók
A második definíció kivehető célja a mély vízektől való elhatárolás, a harmadik a hidrológiai viszonyokra koncentrál. Más meghatározások az ember által kialakított területeket (halastavak, rizsföldek) vagy a tengerpart menti mocsarakat kizárják definícióikból.

## A wetlandok jelentősége
A vizenyős területek különleges jelentőségét annak a felismerése adja, hogy a Föld biodiverzitásának fenntartásában e területeknek kiemelkődően fontos szerepe van, emiatt védelmük megoldása alapvető természet- és környezetvédelmi feladat. A 18. században a Balaton környéke teljesen elmocsarasodott. A 17. század végi „kis jégkorszak" következtében a vízszint megemelkedett. Magyarországon a folyószabályozások, ill. lecsapolások előtt (még a Balaton lecsapolásának tervét is kidolgozták, s ennek célja az lett volna, hogy mezőgazdaságilag művelhető területeket szerezzenek) a vizenyős területek aránya sokkal nagyobb volt, mint ma. 
Számos lecsapolás végződött kudarccal: a kapott „szárazföldek” különféle okoknál fogva mezőgazdasági termelésre teljes mértékben alkalmatlannak bizonyultak. E területeken a jövőbeni cél csakis a wetlandrekonstrukció lehet, majd pedig a rekonstruált terület turisztikai hasznosítása.
Világszinten az egyik legnagyobb lélegzetű wetlandrekonstrukció volt a Kis-Balaton 1980-as években kezdődött visszaállítása. Miközben az eredeti cél (a Balaton vízminőségének védelme) lassan megvalósulni látszik, a terület – főleg az ott megtelepedett vízimadarak nagy száma és fajgazdagsága miatt – hazánk egyik legnagyobb természeti értéke, a Ramsari Konvenció hatálya alatt álló, szigorúan védett természetvédelmi terület.

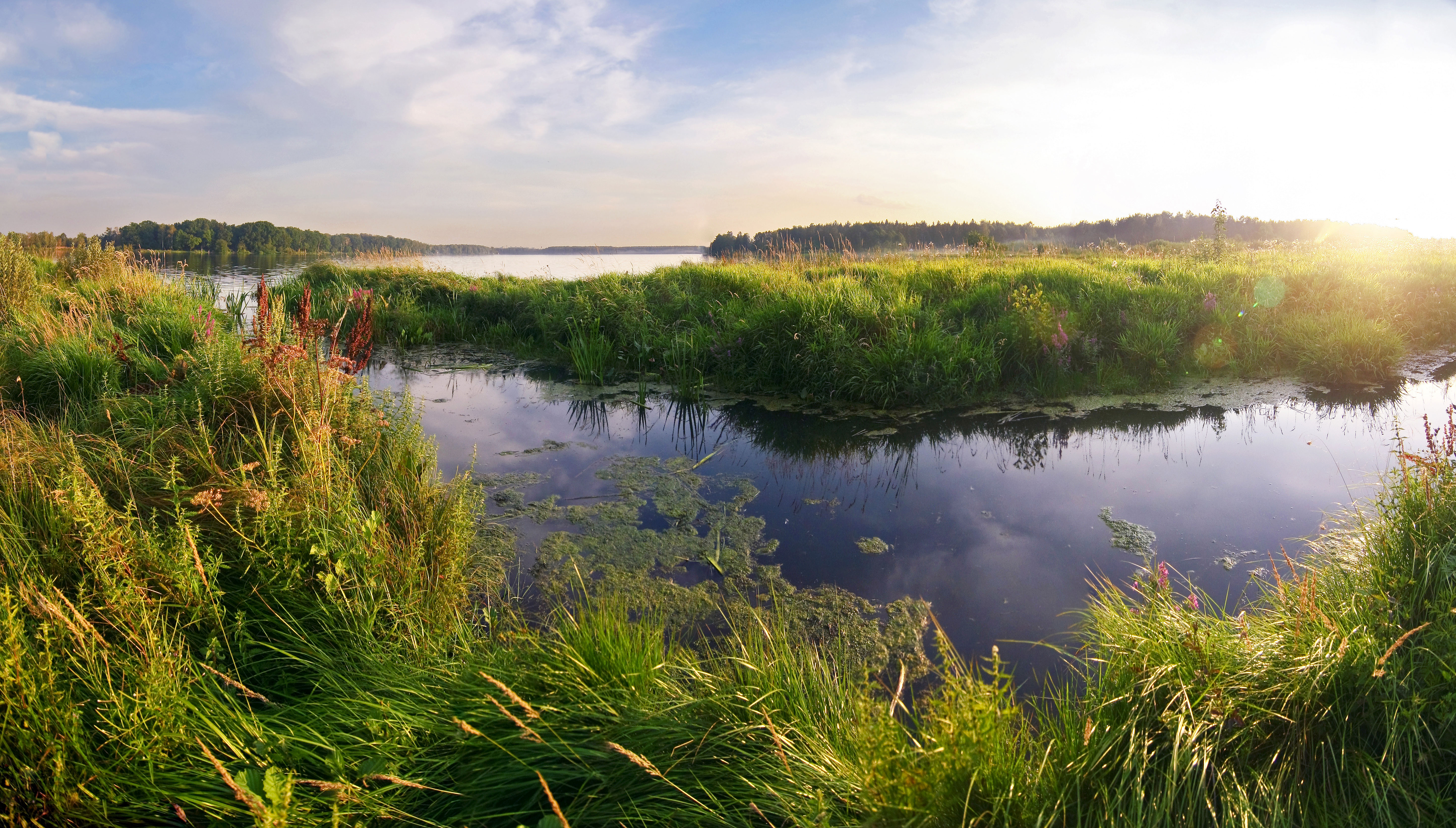
Vizenyős terület a Moszkvai területen, Oroszország.

## Szempontok
A fentiekben láttuk, hogy a wetland meghatározása nehéz feladat. Ha tudományos szempontból kívánunk e területekkel foglalkozni, akkor vízháztartási szempontból (mely általában a legfontosabb ökológiai tényező az ilyen területeken) az alábbiakat kell tekintetbe vennünk (Boulton&Brock 1999):

### Időzítés
Mikor van víz jelen? A kis kiterjedésű, időszakos wetlandek esetén az éven belüli időjárási mintázat (pl. csapadékeloszlás) a meghatározó. Az állandó wetlandek ökológiai folyamatait a többéves mezoklimatikus ciklusok (pl. sorozatos aszályos vagy csapadékos évek) befolyásolják leginkább.

### Gyakoriság
Milyen gyakran váltják egymást a kiszáradásos és elöntéses időszakok? Minimuma a nulla (állandóan vízborított terület), mely évi sokszori értékig terjedhet. Pl. az egy adott helyen rendszeresen (minden esőzés után keletkező és kiszáradó) megjelenő pocsolyák képezik a másik végletet: e pocsolyák akár pár nap alatt képesek benépesülni, minthogy a bennük élő rövid életidejű, mikroszkopikus növények és állatok a száraz időszakokat spórák, ciszták, tartós peték vagy egyéb propagulumok formájában vészelik át.

### Tartam
Mennyi ideig tart a vízborítottság? Napoktól évekig, évtizedekig változhat. A Velencei-tó például szabályozás nélkül durván százévenként kiszáradna. Az 1980-as években a tavat csak a víz nagy erőkkel történő utánpótlása akadályozta meg a kiszáradásban, a vízszint így is katasztrofálisan alacsony szintre süllyedt. Az élővilág szempontjából fontos ráta, vagyis hogy milyen gyorsan történik a kiszáradás és a feltöltődés.

### Kiterjedés és mélység
Mekkora az elöntött terület, és milyen mély a vízborítás?

### Variabilitás
Annak a mértéke, hogy a fenti négy faktor térben és időben mennyire variál.

## Egyéb elnevezések
A magyar nyelv igen gazdag a sekély tavak, kisvizek, vizenyős területek elnevezésének vonatkozásában
- kopolya
- szék
- tócsa
- tömpöly
- pocsolya
- láp
- mocsár
- dagonya
- dágvány
- tocsogó
- libbány

Ezek értelmezését Dévai (1976) munkájában és/vagy a Hidrológia szavakban (Felföldy, 1984) c. könyvében találjuk meg.